# Robert Peters Napper
Robert Peters Napper (Newport, 1819-1867) fue un fotógrafo galés.

## Biografía

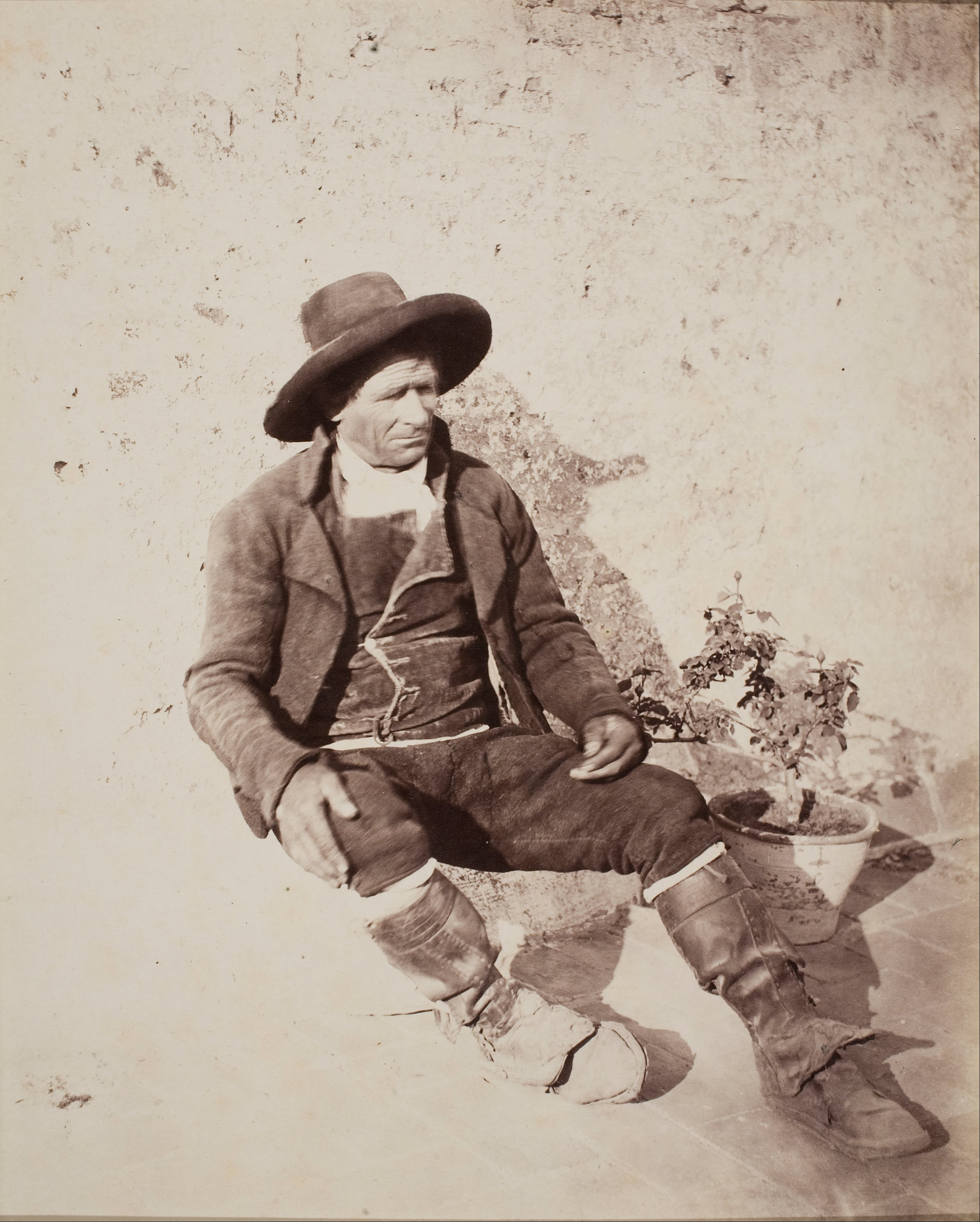
Agricultor andaluz. Copia a la albumina, c. 1860, MNAC

Napper viajó por España en torno a los años 1860 y tomó fotografías por la península ibérica trabajando para Francis Frith. La mayoría de estas imágenes fueron comercializadas por la empresa de Frith con la que rompió la relación a mediados de 1864, para trabajar de modo independiente. Napper dedicó, cuando viajó a España, una atención muy especial a Andalucía, sobre la que editó el álbum «Views in Andalusia». Su trabajo sobre Andalucía se corresponde con alguno de los encargos del duque de Montpensier, que en sus estancias en Sevilla apoyaba la toma de fotografías.
En su periplo, además de las obligadas ciudades andaluzas de Córdoba, Sevilla y Granada, visita también Málaga, Loja y Gibraltar. Nos deja también imágenes de su paso por el centro del país: Toledo, Aranjuez, Ávila, El Escorial y Madrid, junto a las castellanas Valladolid, Burgos, Miranda de Ebro y Logroño, y Zaragoza de camino a las catalanas de Lérida, Tarragona, Manresa y Barcelona. Las representaciones de las figuras humanas de Napper se presentan con una actitud despreocupada del personaje y no ofreciendo una visión teatral en las mismas.